# Посёлок санатория «Энергия»
Посёлок санато́рия «Эне́ргия» — населённый пункт в Московской области России. Входит в городской округ Химки. 

## География
Расположен в 15 км от Москвы. Неподалёку проходит Пятницкое шоссе (федеральная трасса Р111).
Рядом с посёлком находится детский оздоровительный лагерь МЭИ «Энергия».

## История
Поселок был построен в XX веке для работников санатория Московского энергетического института «Энергия».
В 1994—2004 годах посёлок входил в Кутузовский сельский округ Солнечногорского района, в 2005—2019 годах — в Кутузовское сельское поселение Солнечногорского муниципального района, в 2019—2022 годах  — в состав городского округа Солнечногорск, с 1 января 2023 года включён в состав городского округа Химки.

## Население
| 1966 | 1998 | 2002 | 2010 |
| ---- | ---- | ---- | ---- |
| 246  | ↘210 | ↘189 | ↘148 |